# E ancora canto
E ancora canto è un album raccolta di Mia Martini, pubblicato nel 1994 dalla Replay Music.

## Tracce
1. Padre davvero... – 3:58
2. Gesù è mio fratello – 3:58
3. Ancora grande – 3:29
4. Il pescatore – 3:35
5. Ti regalo un sorriso – 5:14
6. Valsinha – 2:55
7. E ancora canto – 3:40
8. E non finisce mica il cielo – 4:06
9. Stelle – 4:57
10. Quante volte – 4:15